# ドラえもんアニバーサリー25
『ドラえもんアニバーサリー25』は、2004年3月6日公開の映画『ドラえもん のび太のワンニャン時空伝』の同時上映作品。上映時間は5分。

## 概要
これまでのドラえもん映画作品の歴史を振り返る短編アニメ作品。途中まではBGMのみ。『ドラえもん のび太の恐竜』から『ドラえもん のび太とふしぎ風使い』までの場面および登場人物（一部、ドラえもん以外の藤子作品のキャラクターも）を簡単に紹介。ピー助やフー子など、懐かしのキャラクターから最新キャラクターまで多数登場する。そのあと初めてドラえもんの声が入る。BGMには「ドラえもんのうた」や「ポケットの中に」などの歴代主題歌・挿入歌がモチーフとして盛り込まれている。
ドラえもん映画25周年というよりは、ドラえもん映画作品における第1期のエピローグ的な意味合いが強く、結果的にも同時上映作品の最終作となった。同時に、長年映画ドラえもんシリーズの音楽を担当していた宮崎慎二も、この作品を最後に音楽担当を降板した。また、ドラえもんの同時上映作品としては唯一のデジタルアニメーション制作の作品だった。

## 登場人物
声の出演
- ドラえもん（声 - 大山のぶ代）

声の出演なし
- ドラミ
- ミニドラ
- ピー助（『ドラえもん のび太の恐竜』）
- チャミー（『ドラえもん のび太の宇宙開拓史』）
- パオパオ（『ドラえもん のび太の宇宙開拓史』）
- バギー（『ドラえもん のび太の海底鬼岩城』）
- 美夜子（『ドラえもん のび太の魔界大冒険』）
- デマオン（『ドラえもん のび太の魔界大冒険』）
- パピ（『ドラえもん のび太の宇宙小戦争』）
- ロコロコ（『ドラえもん のび太の宇宙小戦争』）
- ペガ（『ドラえもん のび太の日本誕生』）
- グリ（『ドラえもん のび太の日本誕生』）
- ドラコ（『ドラえもん のび太の日本誕生』）
- ミクジン（『ドラえもん のび太のドラビアンナイト』）
- パルパル（『ドラえもん のび太と雲の王国』）
- グリオ（『ドラえもん のび太と雲の王国』）
- タップ（『ドラえもん のび太とブリキの迷宮』）
- スパイドル将軍（『ドラえもん のび太と夢幻三剣士』）
- 車掌（『ドラえもん のび太と銀河超特急』）
- ルフィン（『ドラえもん のび太の南海大冒険』）
- ログ（『ドラえもん のび太の宇宙漂流記』）
- フー子（『ドラえもん のび太とふしぎ風使い』）
- 佐倉魔美（『エスパー魔美』）
- 高畑和夫（『エスパー魔美』）
- コンポコ（『エスパー魔美』）
- パーマン1号（『パーマン』）
- パーマン2号（『パーマン』）
- パー子（『パーマン』）
- パーやん（『パーマン』）
- バードマン（『パーマン』）
- デンカ（『ウメ星デンカ』）
- チンプイ（『チンプイ』）
- 春日エリ（『チンプイ』）
- ワンダユウ（『チンプイ』）
- ポコニャン（『ポコニャン』）
- ネズミ
- 藤子・F・不二雄

## 登場するひみつ道具・乗り物類
ひみつ道具
乗り物
- タイムマリン（タイムパトロール隊のタイムマシン）
- 魔法のじゅうたん（『ドラえもん のび太の魔界大冒険』）
- パピの宇宙船（『ドラえもん のび太の宇宙小戦争』）
- PCIAの戦闘艦（『ドラえもん のび太の宇宙小戦争』）
- 自由同盟のシャトル（『ドラえもん のび太の宇宙小戦争』）
- 銀河超特急（『ドラえもん のび太と銀河超特急』）
- 帆船（『ドラえもん のび太の南海大冒険』）
- スタークラッシュゲームの宇宙船（『ドラえもん のび太の宇宙漂流記』）
- 独立軍のバトルシップ（『ドラえもん のび太の宇宙漂流記』）

## スタッフ
- 原作 - 藤子・F・不二雄
- 監督 - 本郷みつる
- 作画監督 - 高倉佳彦
- 美術監督 - 野村可南子
- 録音監督 - 浦上靖夫
- 音楽 - 宮崎慎二
- 効果 - 庄司雅弘（フィズサウンドクリエイション）
- 撮影監督 - 古川誠
- 原画 - 高倉佳彦、林静香、湯浅政明
- 動画 - 山西晃嗣、澤田裕美、ミゾ企画
- 動画チェック - 吉田浩美
- 色指定 - 松浦友紀
- デジタル彩色 - ライトフット、M.S.C
- 背景 - アトリエローク
- コンポジット撮影 - Production I.G
- 3DCG - 水谷英二、佐藤千織
- ビジュアルエフェクト - 亀井幹太
- 編集 - 岡安肇
- 現像 - 東京現像所
- デジタル光学録音 - 西尾曻
- ドルビーフィルムコンサルタント - 河東努、森幹生
- 制作デスク - 吉田有希
- プロデューサー - 山田俊秀、木村純一
- 制作協力 - 藤子プロ、ADK
- 制作 - シンエイ動画、小学館、テレビ朝日